# يوه جاي دو
يوه جاي دو (هانغل: 유제두) مواليد 25 أبريل 1948 في سول، هو ملاكم محترف كوري جنوبي معتزل كان يصنف ضمن فئة وزن خفيف المتوسط. حقق بطولة رابطة الملاكمة العالمية.

## إحصائيات
خاض خلال مسيرته 55 نزالا، فاز في 50 وتعادل في 2 وخسر في 3. فاز بالضربة القاضية في 29 نزالا.

## روابط خارجية
- يوه جاي دو على موقع بوكس ريك (الإنجليزية) (registration required)